# Loxolexis
Loxolexis este un gen de fluturi din familia Hesperiidae. 

## Specii
- Loxolexis dimidia (Holland, 1896)
- Loxolexis drucei (Larsen, 2002)
- Loxolexis hollandi (Druce, 1909)
- Loxolexis holocausta (Mabille, 1891)

## Taxonomy
Loxolexis a fost tratat ca sinonim pentru genul Katreus de Ackery în 1995, dar a fost reintrodus de Larsen în 2005.